# NGC 7083
NGC 7083 هي مجرة حلزونية غير ضلعية تبعد حوالي 134 مليون سنة ضوئية تقع في كوكبة الهندي (كوكبة). وتصنف على أنها مجرة حلزونية صوفية تم اكتشافه NGC 7083 من قبل عالم الفلك جيمس دنلوب في 28 أغسطس 1826.

## وصلات خارجية
- NGC 7083 على موقع ويكي سكاي: DSS2, SDSS, GALEX, IRAS, Hydrogen α, X-Ray, Astrophoto, Sky Map, Articles and images